# Neuenegg
Neuenegg ist eine politische Gemeinde im Verwaltungskreis Bern-Mittelland des Kantons Bern in der Schweiz.

## Geographie
Neuenegg liegt rund 12 km südwestlich von Bern im unteren Sensetal. Die Fläche beträgt 21,83 km². Davon sind 12,50 km² als Ackerland oder Wiesen ausgewiesen, 7,66 km² als Wald. Die südliche Begrenzung des Gemeindegebiets wird durch die natürliche Grenze der Sense gebildet, welche zugleich die Kantonsgrenze (Bern/Freiburg) darstellt. Nachbargemeinden von Neuenegg sind Laupen, Mühleberg, Bern und Köniz im Kanton Bern sowie Ueberstorf, Wünnewil-Flamatt und Bösingen auf freiburgischer Seite.
Zur Gemeinde gehören die folgenden Dörfer und Weiler:
- Neuenegg Dorf
- Thörishaus (westlicher Teil)
- Bärfischenhaus
- Bramberg
- Brüggelbach
- Freiburghaus
- Landgarbe
- Landstuhl
- Süri
- Wyden

## Geschichte

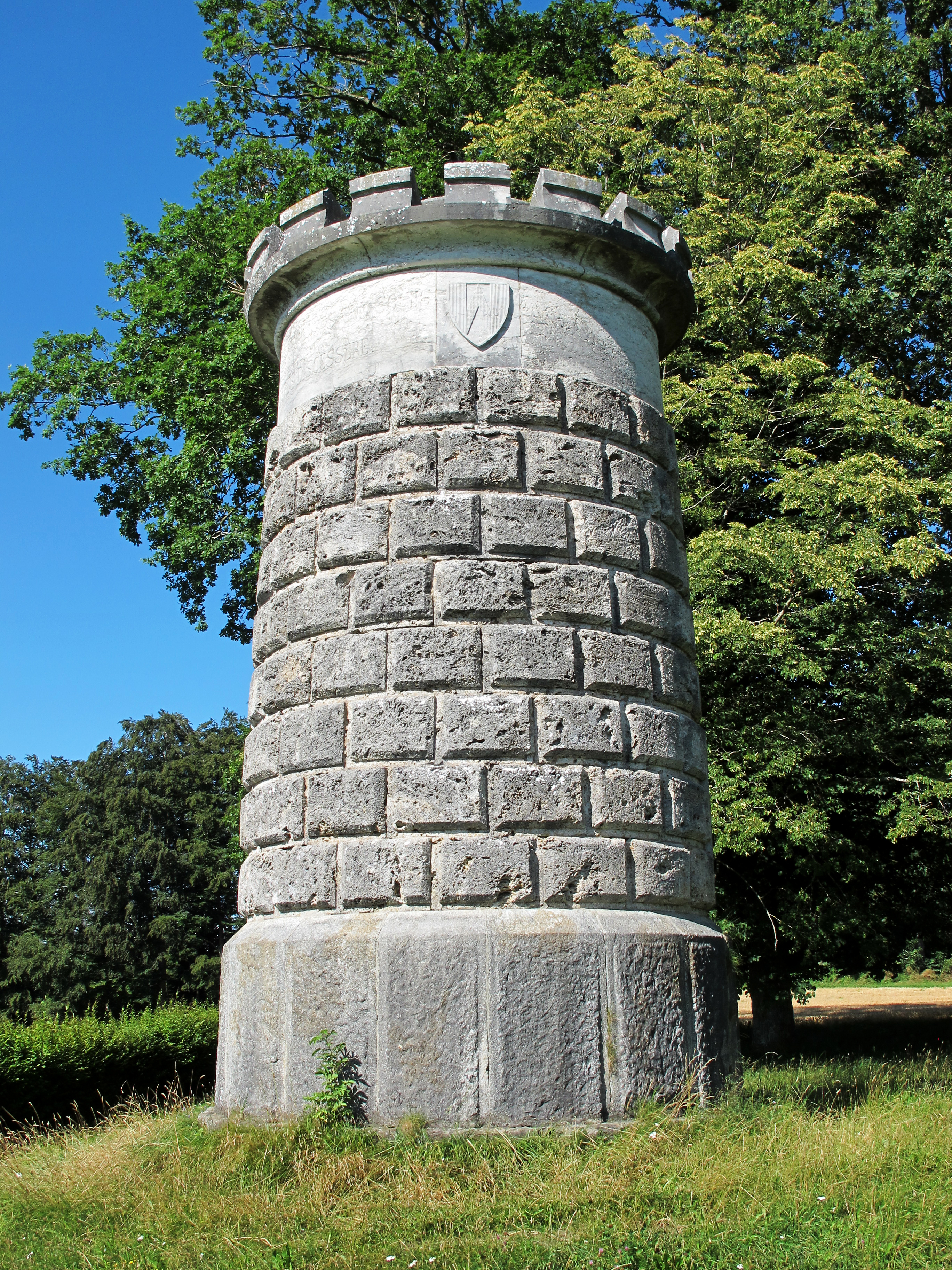
Denkmal der Schlacht bei Laupen auf dem Bramberg, Gemeinde Neuenegg

Unter dem Kommando Johann Rudolf von Graffenrieds siegten die Berner am 5. März 1798 in der Schlacht bei Neuenegg über die zahlenmässig mehrfach überlegenen französischen Truppen unter Brigadegeneral Pigeon, mit zahlreicher Unterstützung von Deutschfreiburger Truppen, konnten aber nach der gleichentags erlittenen bernischen Niederlage in der Schlacht am Grauholz den Zusammenbruch des Ancien Régime nicht mehr verhindern. (Nach heutigem Gesichtspunkt waren die Kampfhandlungen der Berner völkerrechtlich unzulässig, da ihre Regierung bereits kapituliert hatte.)

## Poststelle
Die erste Postablage in Neuenegg wurde im Jahre 1833 im heutigen Gasthof «Bären» eröffnet. Dreimal pro Woche wurden Briefe und Pakete an Neuenegg und sieben weitere Ortschaften der näheren Umgebung ausgeliefert. 1861 wurde ein Pferdepostkurs zwischen Laupen und Flamatt eröffnet, und im darauffolgenden Jahr wurde die Eisenbahnverbindung Bern–Balliswil (Düdingen) eingeweiht, welche die Postverteilung vereinfachte. Jahr für Jahr kamen weitere Zustellbezirke hinzu, so war die Post Neuenegg 1883 für 38 Ortschaften zuständig. Bis 2017 wechselte die Post viermal ihren Sitz.

## Politik
Gemeindepräsidentin ist seit 2021 Marlis Gerteis-Schwarz (SVP, Stand 2024).
Bei den Nationalratswahlen 2023 betrugen die Wähleranteile in Neuenegg (in Klammern die Veränderung im Vergleich zu den Wahlen 2019 in Prozentpunkten): SVP 40,35 % (+2,26), SP 18,63 % (+4,10), Mitte 10,70 % (−2,37), glp 8,52 % (+1,15), Grüne 7,04 % (−2,65), FDP 6,95 % (−1,52), EVP 2,73 % (−0,33), EDU 2,57 % (+0,79), Weitere 2,51 % (−1,42).

## Wirtschaft

Luftbild von Neuenegg mit der Wander AG (1946)

In der Gemeinde werden 165 Betriebe aus den Sektoren Handel und Gewerbe gezählt, ausserdem gibt es 92 Betriebe aus den Bereichen Forst- und Landwirtschaft. Insgesamt sichern sie ca. 920 Arbeitsplätze. Bedeutendstes Unternehmen ist der Nahrungsmittelhersteller Wander AG.

## Verkehr
Die Gemeinde ist mit der Autobahn A12, mit den SBB und einem Ortsbus (Laupen–Neuenegg–Thörishaus Dorf) verkehrstechnisch erschlossen.

## Kultur

### Schulfest

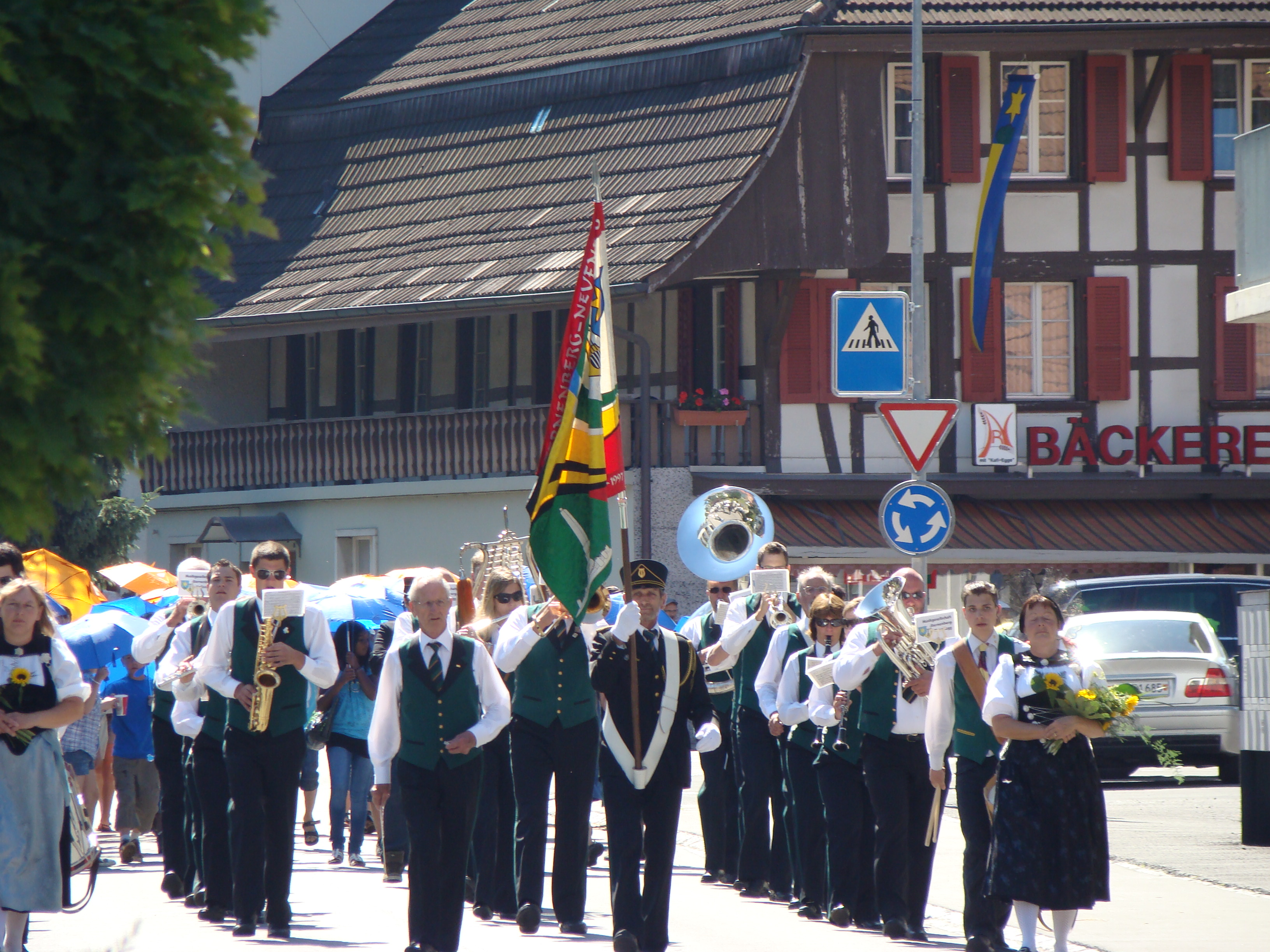
Schülerumzug, angeführt durch die MG Sternenberg Neuenegg

In Neuenegg findet jährlich, eine Woche vor dem Ende des Schuljahres, das traditionelle Schulfest statt. Begleitet durch die Musikgesellschaft Sternenberg Neuenegg sowie andere Musikgesellschaften aus der Region, findet jeweils am Sonntagvormittag der Schülerumzug vom Dorf in Richtung Schul- und Kirchenzentrum statt. Teilnehmer sind alle Kinder der 1.–9. Klasse und der Kindergärten aus allen 5 Schulen (Schulen Dorf, Au, Thörishaus, Bramberg, Süri) Neueneggs.

### Neueneggschiessen
Das traditionelle Neueneggschiessen (oder auch Märzenschiessen) fand am 3. März 2019 zum 100. und letzten Mal statt. Der Scharfschützenverein der Stadt Bern, der es 1913 ins Leben gerufen und bis zuletzt organisiert hatte, sah sich aus finanziellen und organisatorischen Gründen gezwungen, den Anlass einzustellen.
Das Neueneggschiessen fand jeweils am ersten Sonntag im März statt. Wie das Grauholzschiessen erinnerte es im Kanton Bern an den Franzoseneinfall von 1798 und den damit verbundenen Untergang des alten Berns. Der Anlass wurde von Schützengesellschaften aus der ganzen Schweiz besucht. Dem Schiessen selber ging die Zeremonie zu Ehren der 135 Gefallenen des Gefechts bei Neuenegg voraus. Nach einer von der Musikgesellschaft Sternenberg und dem Männerchor begleiteten Predigt auf dem Denkmal gab die als Ehrenformation in historischer Uniform auftretende Siegergruppe des Vorjahres drei Schüsse «ins kühle Grab» ab. Im Anschluss begab sich der Umzug aus Schützen und Ehrengästen zum Dorfplatz, von wo aus das eigentliche Schiessen begann. Der Feld-Schiessstand befand sich allerdings nicht auf Gemeindegebiet, sondern auf der gegenüberliegenden Seite der Sense in der Schrötern, nahe der Schiessanlage Sensebrücke. Geschossen wurde in Gruppen zu 8 Personen auf eine Distanz von 120 m.

## Bevölkerungsentwicklung
Seit dem 1. Juli 2015 ist die Schwelle von 5'000 Einwohnern überschritten.
| Jahr | Einwohnerzahl |
| ---- | ------------- |
| 2021 | 5632          |
| 2019 | 5565          |
| 2010 | 4900          |
| 2000 | 4323          |
| 1990 | 4258          |
| 1980 | 3722          |
| 1970 | 3452          |
| 1950 | 2800          |
| 1900 | 2111          |
| 1850 | 2155          |

## Städtepartnerschaft
Neuenegg unterhält eine Städtepartnerschaft mit der tschechischen Stadt Protivín.

## Bilder

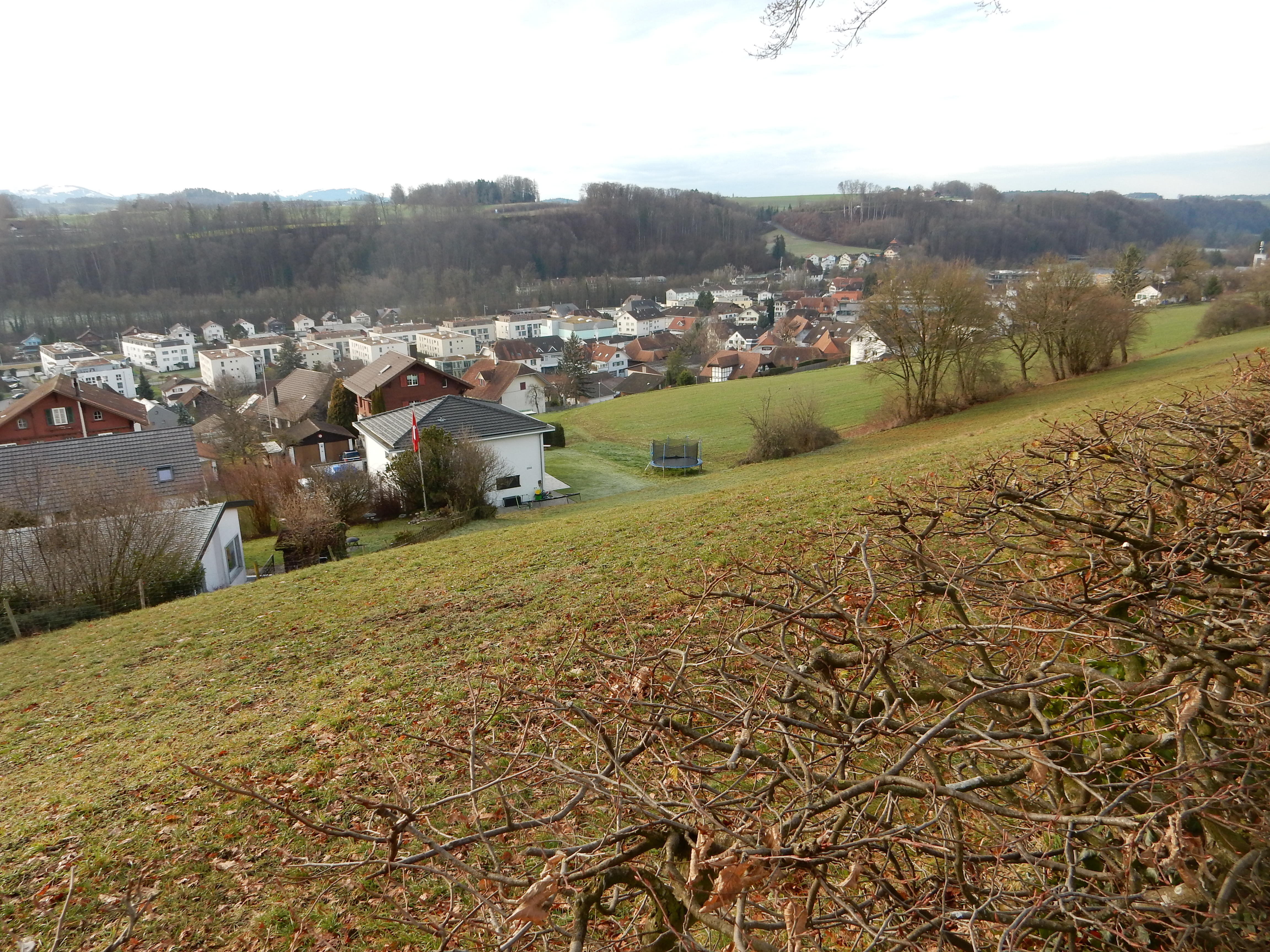
Zentrum entlang der Sense
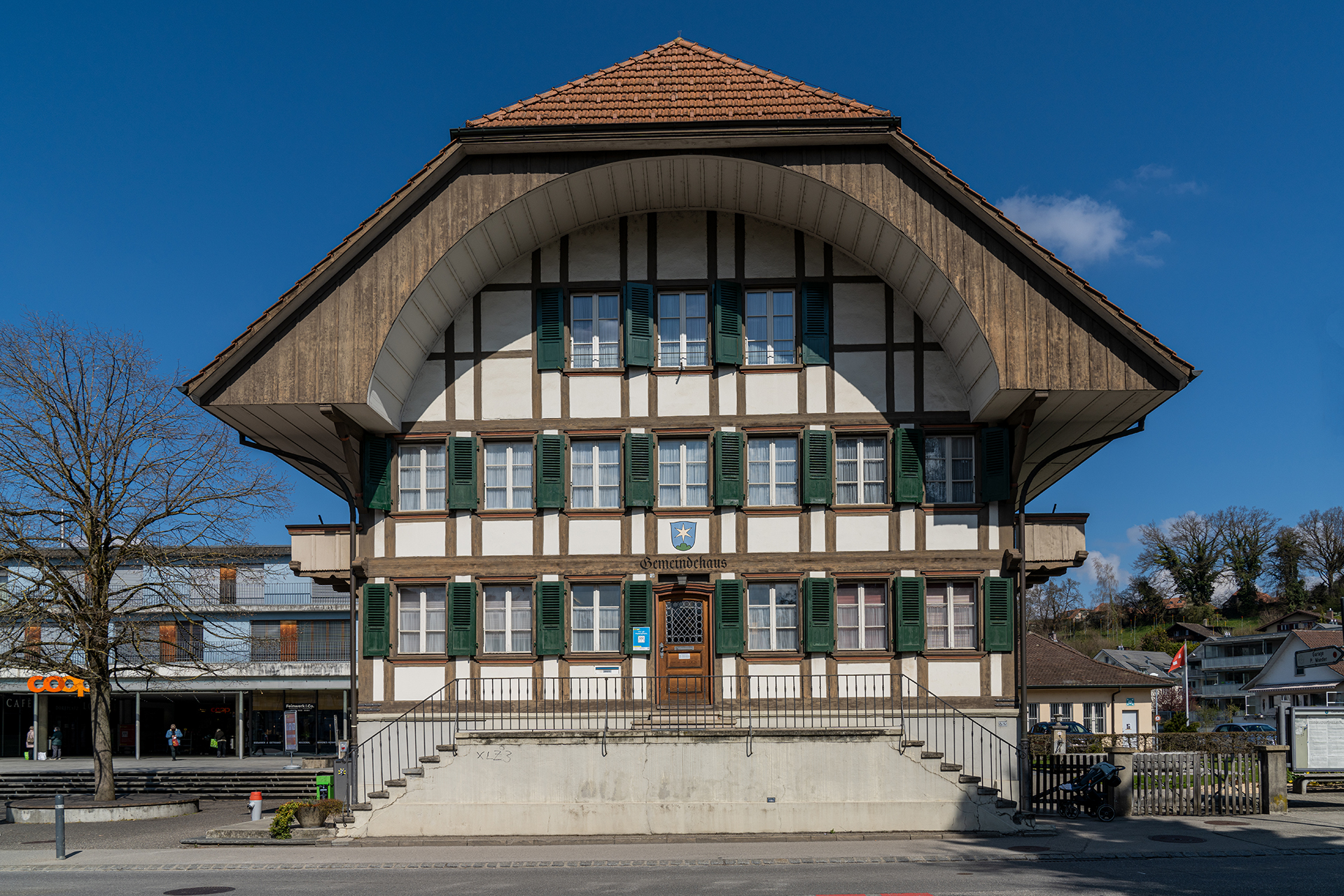
Gemeindehaus
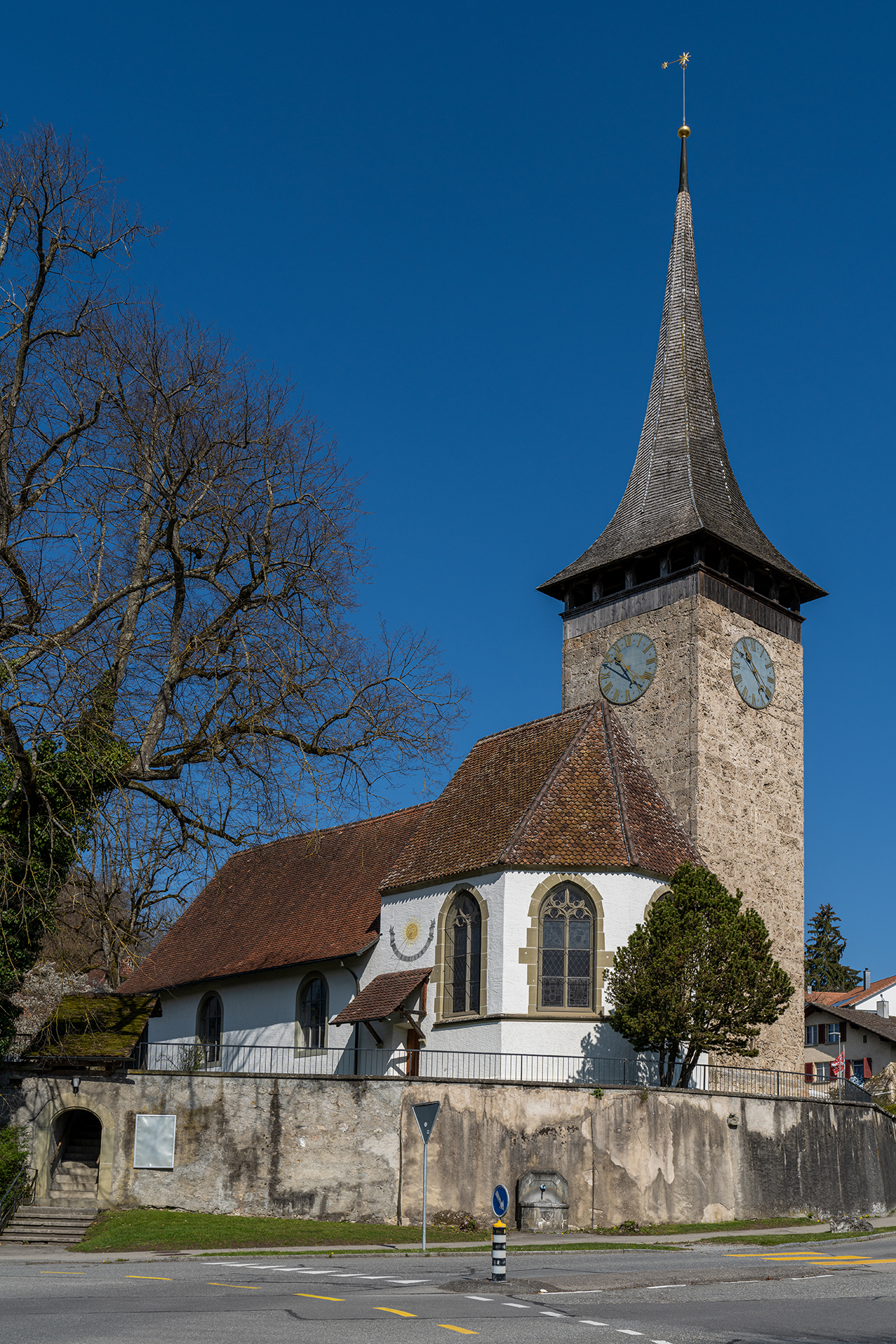
Kirche
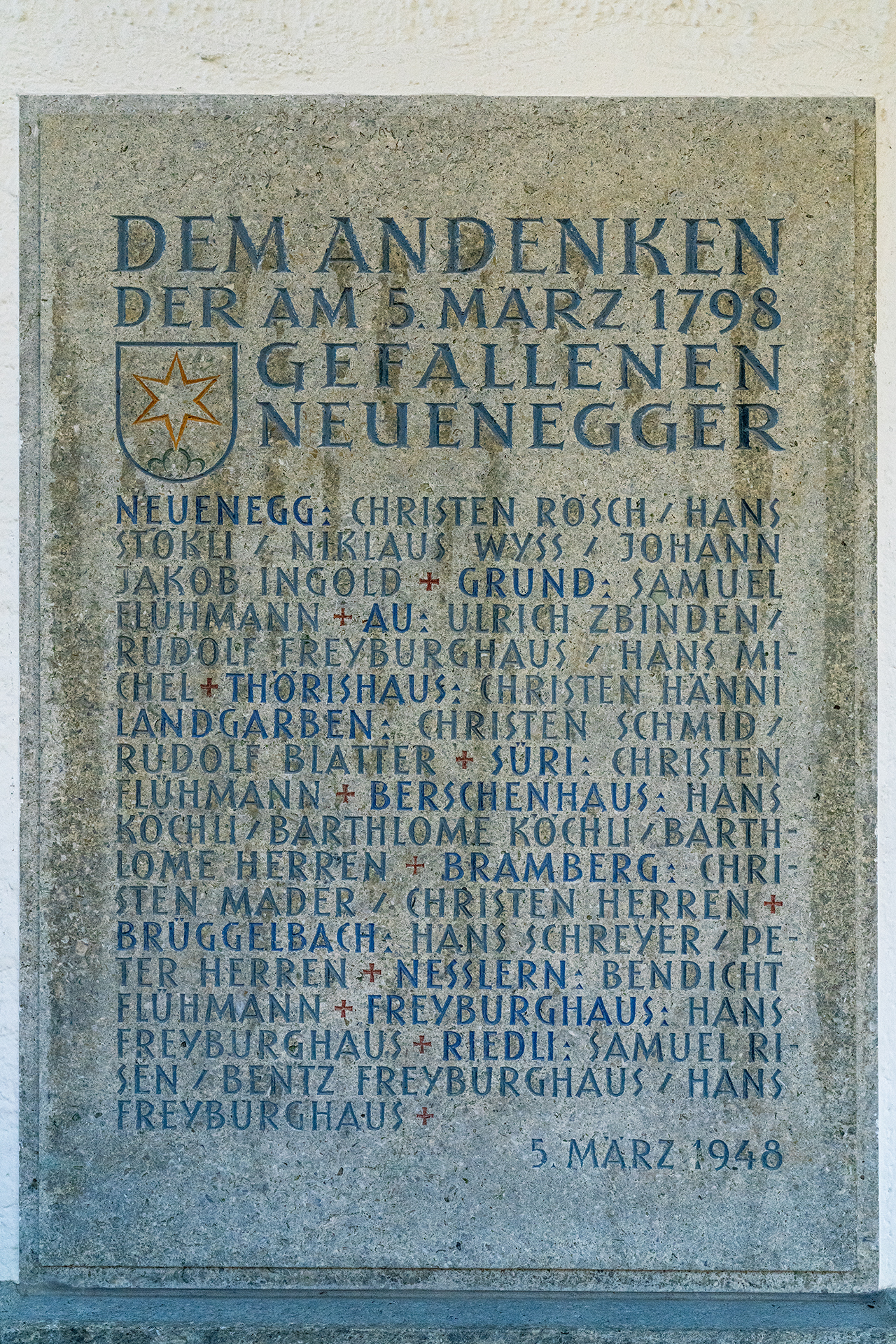
Gedenktafel 1798
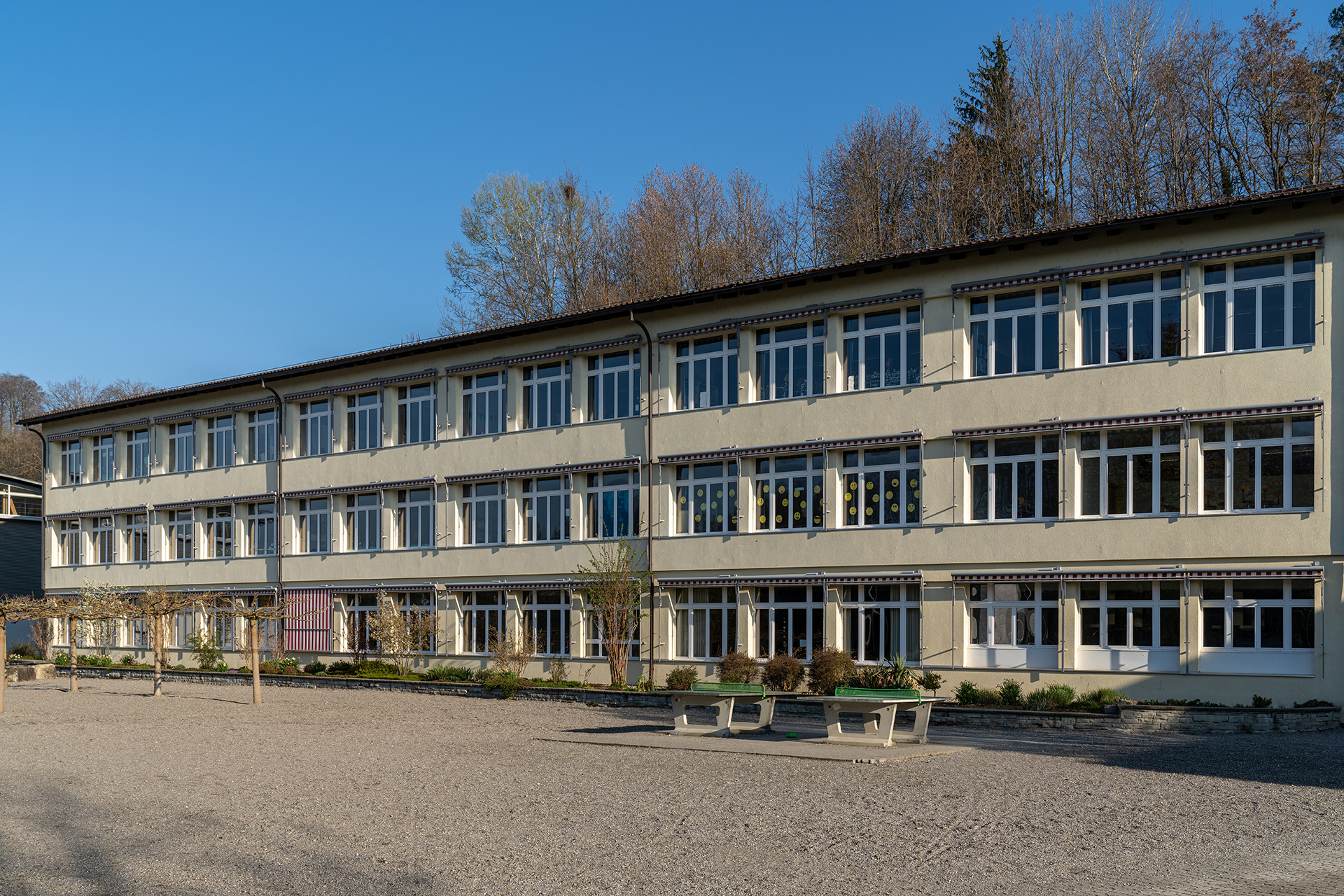
Primarschulhaus
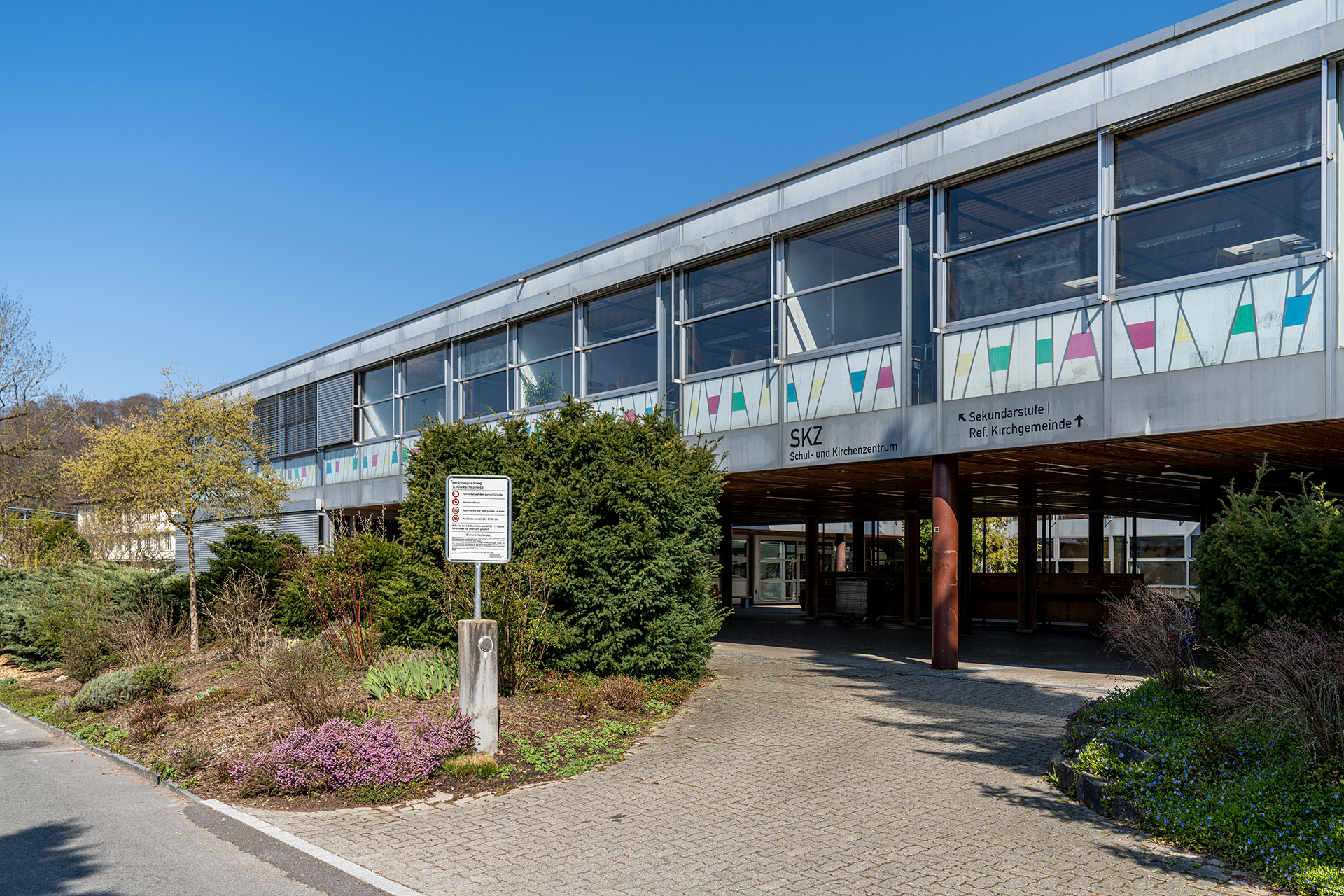
Sekundarschulhaus (bis 2023)
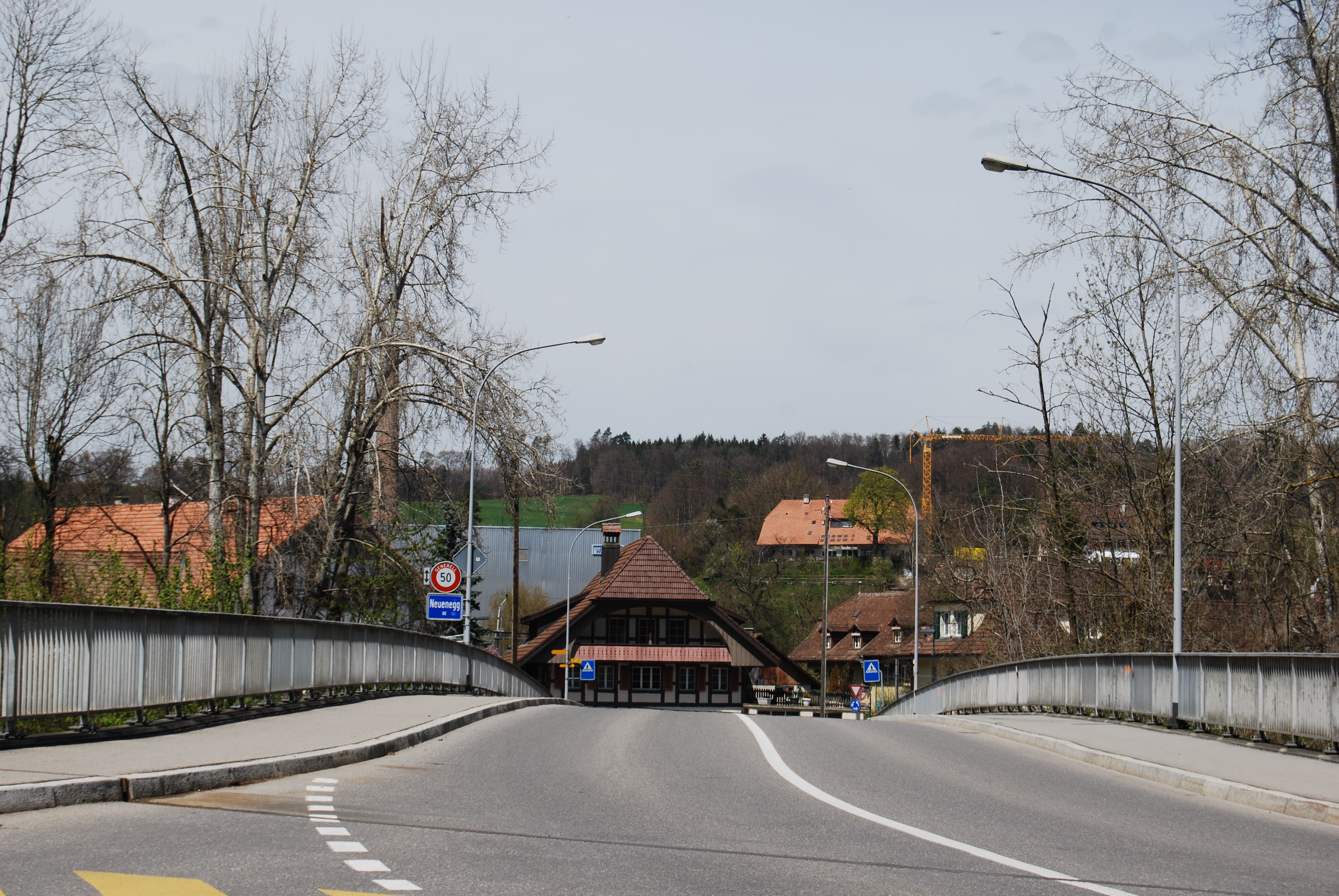
Brücke über die Sense

## Persönlichkeiten
- Peter Freiburghaus († 1653), Statthalter und lokaler Befehlshaber im Schweizer Bauernkrieg
- Eduard Bähler (1832–1910), Arzt und Politiker
- Werner Bula (1892–1962), Techniker, Volksschriftsteller und Bühnenautor in Mundart
- Adolf Blaser (1908–1978), Lehrer und Politiker
- Erich Mauerhofer (1942–2025), Theologe
- Peter Freiburghaus (1947–2022), Schauspieler, Komiker, Regisseur und Autor
- Julia Hänni (* 1977), Juristin (heimatberechtigt)